# Tobi y el libro mágico
 Tobi y el libro mágico es una película  de Argentina filmada en colores dirigida por Jorge Zuhair Jury sobre su propio guion que se estrenó el 11 de octubre de 2001 y que tuvo como actores principales a  Andrés Loterspil, Liliana Benard, Omar Fanucci y Cacho Espíndola.
El filme se estrenó en el Complejo Tita Merello, una sala administrada por el Estado, sin ninguna publicidad.

## Sinopsis
Un niño que vive y trabaja con su abuelo a quien ayuda a juntar cartones encuentra un libro mágico que narra historias y las convierte en realidad. Con los personajes de sus cuentos compartirá aventuras que lo aproximan a cumplir su anhelo mayor, que es tener una mamá.

## Reparto
Participaron del filme los siguientes intérpretes:
- Andrés Loterspil	...	Tobi
- Liliana Benard	...	La bruja
- Omar Fanucci
- Cacho Espíndola	...	El abuelo
- Leonardo Favio
- Alberto Busaid
- Vanesa Tosto
- Elcira Olivera Garcés

## Comentarios
Adolfo C. Martínez en La Nación escribió:

”Zuhair Jury entreteje la fábula con un pretencioso realismo mágico, mucho de grotesco y alguna dosis de ilusión que, aquí, se pierde en el camino por causa de una total carencia de autenticidad y de poesía….Todo es en el film ingenuo, antiguo, monótono y redundante. Ya es imposible creer que este tipo de anécdotas cinematográficas pueda concebirse en un momento en el que el cine argentino está esforzándose por crecer y renovarse….el guión no contiene el menor indicio de imaginación ni de lógica. El equipo técnico, incluidos los efectos especiales, se ubica también en las antípodas de la más mínima calidad.”.

Manrupe y Portela dicen:

”Pobre ejemplo de cine infantil que pasó inadvertido por la sala oficial.